# Жан-Марк П'ясентіль
Жан-Марк П'ясентіль (фр. Jean-Marc Piacentile; нар. 18 квітня 1963) — колишній французький тенісист.
Найвищу одиночну позицію світового рейтингу — 195 місце досяг 26 жовтня 1987, парну — 147 місце — 13 липня 1987 року.
Найвищим досягненням на турнірах Великого шолома було 2 коло в парному розряді.

## Титули на челленджерах

### Парний розряд: (1)
| Ранг | Рік  | Турнір         | Покриття | Партнер           | Суперники               | Рахунок  |
| ---- | ---- | -------------- | -------- | ----------------- | ----------------------- | -------- |
| 1.   | 1988 | Салоу, Іспанія | Ґрунт    | Марсело Геннеманн | Скотт Патрідж Отіс Сміт | 6–4, 6–1 |